# Дамара (нагорье)
Дама́ра (англ. Damara) — нагорье на юго-западе Африки, в центральной части Намибии. Возвышается над береговой пустыней Намиб. На западе нагорье ограничено ступенями Большого Уступа, на востоке полого снижается к впадине, занятой пустыней Калахари.
Нагорье сложено главным образом кристаллическими породами, на которых залегают песчаники. Средние высоты составляют 1000—1500 м. Над волнистой поверхностью нагорья поднимаются многочисленные островные горы (инзельберги), достигающие высоты 2600 м (гора Брандберг). Имеются месторождения вольфрамовых, оловянных, урановых руд и редких металлов.
Климат тропический, полупустынный. Количество осадков 250—500 мм в год. Реки текут только в летний дождливый сезон. На западе преобладают злаково-кустарниковая и суккулентная пустыни, на востоке — опустыненная саванна (различные виды акаций, высокие злаки).
Близ горы Брандберг в пещере Маан обнаружена широко известная наскальная роспись «Белая дама», датируемая серединой II тысячелетия до н. э.